# Frank Gray (Fußballspieler)
Francis Tierney Gray (* 27. Oktober 1954 in Glasgow, Schottland) ist ein ehemaliger schottischer Fußballspieler. Zwischen 1976 und 1983 bestritt er 32 Länderspiele (ein Tor) für die schottische Nationalmannschaft. Sein Sohn Andy Gray ist ebenfalls als Fußballprofi aktiv.

## Spielerkarriere

### Leeds United und Nottingham Forest
Frank Gray startete seine Spielerlaufbahn 1972 bei dem von Don Revie trainierten englischen Erstligisten Leeds United. Sein Verein zählte zu dieser Zeit zu den Topvereinen der First Division. Sein älterer Bruder Eddie Gray war bereits seit 1965 für United aktiv. Durch den verletzungsbedingten Ausfall von Terry Cooper kam er schnell zu seinen ersten Einsätzen, konnte sich jedoch keinen Stammplatz im Team erobern. Leeds erreichte 1973 das Finale des FA Cup, verlor dieses jedoch mit 0:1 gegen den AFC Sunderland. Eine weitere Finalniederlage gab es im Europapokal der Pokalsieger 1972/73, als Gray mit seiner Mannschaft im Kaftanzoglio-Stadion dem italienischen Pokalsieger AC Mailand mit 0:1 unterlag. In der folgenden Saison sicherte sich Leeds den Meistertitel in der Football League First Division 1973/74 mit fünf Punkten Vorsprung auf den Titelverteidiger FC Liverpool. Gray kam im Laufe der Spielzeit jedoch nur sporadisch zum Einsatz. Zu Beginn der Saison 1974/75 löste Brian Clough Revie als Trainer von Leeds ab, der zukünftig die englische Nationalmannschaft trainierte. Clough wurde nach nur 44 turbulenten Tagen entlassen und durch Jimmy Armfield ersetzt. Mit ihm erreichte United das Finale des Europapokal der Landesmeister 1974/75. Wie bereits 1973 verlor die Mannschaft ein internationales Pokalfinale, diesmal mit 0:2 gegen den FC Bayern. In den folgenden Jahren konnte die Mannschaft nicht an die erfolgreichen früheren Spielzeiten anknüpfen.
1979 wechselte er zu Nottingham Forest, die seit 1975 von Grays früheren Trainer Brian Clough trainiert wurden. Als Titelverteidiger spielte Forest im Europapokal der Landesmeister 1979/80 und verteidigte seinen Titel im Estadio Santiago Bernabéu durch ein 1:0 über den Hamburger SV.
Bereits 1981 kehrte Frank Gray zu Leeds United zurück und stieg mit seiner Mannschaft umgehend aus der Football League First Division 1981/82 ab. Zu Beginn der neuen Zweitligasaison übernahm sein Bruder Eddie den Trainerposten. Mit ihm erreichte United jedoch bis 1985 nicht die Rückkehr in die First Division. Gemeinsam mit seinem Bruder verließ Frank Gray daraufhin den Verein und wechselte zum AFC Sunderland. Auch sein neuer Verein spielte lediglich in der Second Division, da Sunderland 1985 aus der ersten Liga abgestiegen war. In der Saison 1986/87 folgte sogar der Abstieg in die Third Division. Im folgenden Jahr erreichte die Mannschaft um Frank Gray jedoch durch die Drittligameisterschaft die direkte Rückkehr in die zweite Liga.
1989 folgte der letzte Vereinswechsel zum unterklassigen FC Darlington, bei dem er 1992 seine Spielerkarriere beendete.

### Schottische Fußballnationalmannschaft
Frank Gray debütierte am 7. April 1976 in der schottischen Nationalmannschaft, verpasste jedoch eine Nominierung für die Fußball-Weltmeisterschaft 1978 in Argentinien. Dafür nahm er an der Fußball-Weltmeisterschaft 1982 in Spanien teil und bestritt alle drei Vorrundenspiele, ehe seine Mannschaft die Heimreise antreten musste. 1983 endete seine Karriere in der Nationalmannschaft nach 32 Spielen (1 Tor).

## Titel und Erfolge
- FA-Cup-Finalist: 1973 (0:1 gegen den AFC Sunderland)
- Europapokal der Pokalsieger-Finalist: 1973 (0:1 gegen den AC Mailand)
- Englischer Meister: 1974
- Europapokal der Landesmeister-Finalist: 1975 (0:2 gegen den FC Bayern München)
- Europapokal der Landesmeister: 1980 (1:0 gegen den Hamburger SV)